# 구찌
구찌 S.p.A., 구찌(이탈리아어: GUCCI 구치[*])로 상호를 사용하는 이탈리아의 피렌체에 본사를 둔 사치품 패션 하우스이다. 제품 라인에는 핸드백, 기성복, 신발, 액세서리 및 가정 장식품이 포함된다. 그리고 Gucci Beauty라는 이름으로 향수와 화장품에 대해 코티에 이름과 브랜드를 허가한다.
구찌는 1921년 토스카나주 피렌체에서 구초 구치 (1881–1953)에 의해 설립되었다. 알도 구치 (구초의 아들)의 지휘 아래 구찌는 전 세계적으로 알려진 브랜드가 되었고, 돌체 비타 시대의 아이콘이 되었다. 1980년대 가족 간의 불화 이후, 구찌 가문은 1993년에 회사 자본에서 완전히 축출되었다. 이 위기 이후, 브랜드는 부활했고 1999년에 구찌는 나중에 케링으로 이름을 바꾼 프랑스 복합 기업 PPR의 자회사가 되었다.
2024년 구찌는 20,032명의 직원을 두고 529개의 매장을 운영했으며, 76억 5천만 유로의 매출을 올렸다. 스테파노 칸티노는 2024년 10월부터 구찌의 CEO를 맡았고 뎀나는 2025년 3월부터 크리에이티브 디렉터를 맡았다.

## 역사

### 1921년 피렌체에서 탄생

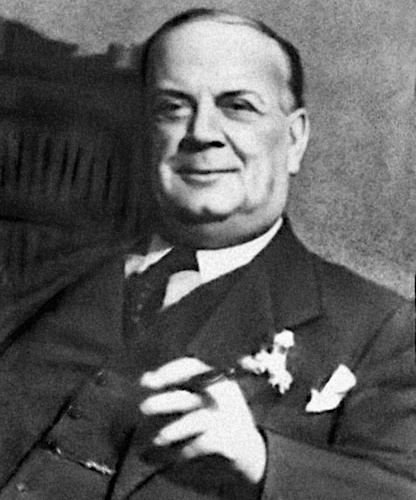
창업자 구초 구치

구찌 가문은 1410년경부터 피렌체의 상업 도시에 뿌리를 두고 있다고 주장한다. 구초 지오반바티스타 지아친토 다리오 마리아 구치(1881-1953)는 파리 (프랑스)로 떠났고, 1897년 런던에 정착하여 고급 사보이 호텔에서 일했다. 그곳에서 벨보이로 일하면서 호텔의 부유한 고객들의 짐을 싣고 내리며, 그들의 패션, 품질, 직물, 여행 조건에 대한 취향을 배웠다. 그는 나중에 고급 여행 레저를 전문으로 하는 유럽 철도 회사인 컴파니 데 와곤 리에서 4년간 일하며 고급 여행 라이프스타일에 대한 경험을 더욱 풍부하게 했다. 제1차 세계 대전 이후, 그는 고급 여행 가방 제조업체인 프란지에서 일했다.
1921년, 구초 구치는 피렌체의 비아 델라 비냐 누오바(Via della Vigna Nuova)에 자신의 가게인 아지엔다 인디비두알레 구초 구치(Azienda Individuale Guccio Gucci)를 열었고, 그곳에서 수입 가죽 여행 가방을 판매했다. 그는 또한 지역 장인들이 자신의 가죽 제품을 만들 수 있도록 작은 작업장을 열었다. 결국, 구찌의 60명의 장인을 수용하기 위해 더 큰 작업장을 확보해야 했다. 1935년, 무솔리니의 에티오피아 침공으로 인해 국제연맹은 이탈리아에 무역 금수 조치를 부과했다. 가죽이 부족해지자 구초 구치는 제품 구성에 라피아, 고리버들, 나무, 리넨, 황마와 같은 다른 직물을 도입하게 되었다. 구찌의 시그니처인 롬비 모티프가 탄생했다. 구찌 가문은 "쿠오이오 그라쏘"를 생산하기 위한 새로운 태닝 기술을 개발했는데, 이것은 구찌의 상표가 되었다. 1937년, 구찌는 핸드백을 출시했다.
구초의 아내와 자녀들은 모두 가게에서 일했다. 구초의 아들인 알도는 1925년에 회사에서 일하기 시작하면서 가족 회사에 점점 더 깊이 관여하게 되었다. 그는 1938년에 로마 (21 비아 콘도티)에 새로운 가게를 열어 사업을 확장하도록 아버지를 설득했으며, 더 많은 구찌 액세서리(장갑, 벨트, 지갑, 키체인)를 출시했다. 제2차 세계 대전 중, 구찌의 장인들은 이탈리아 보병을 위한 부츠를 만드는 일을 했다.
이 회사는 제2차 세계 대전 중 재료 부족으로 인해 가죽 대신 면 캔버스로 핸드백을 만들었다. 그러나 이 캔버스는 눈에 띄는 빨간색과 녹색 밴드와 결합된 시그니처 더블-G 심볼로 구별되었다. 전쟁 후, 가문의 이름이 새겨진 리본으로 둘러싸인 방패와 기갑 기사를 보여주는 구찌 문장은 피렌체 시와 동의어가 되었다.

### 전후 돌체 비타 시대

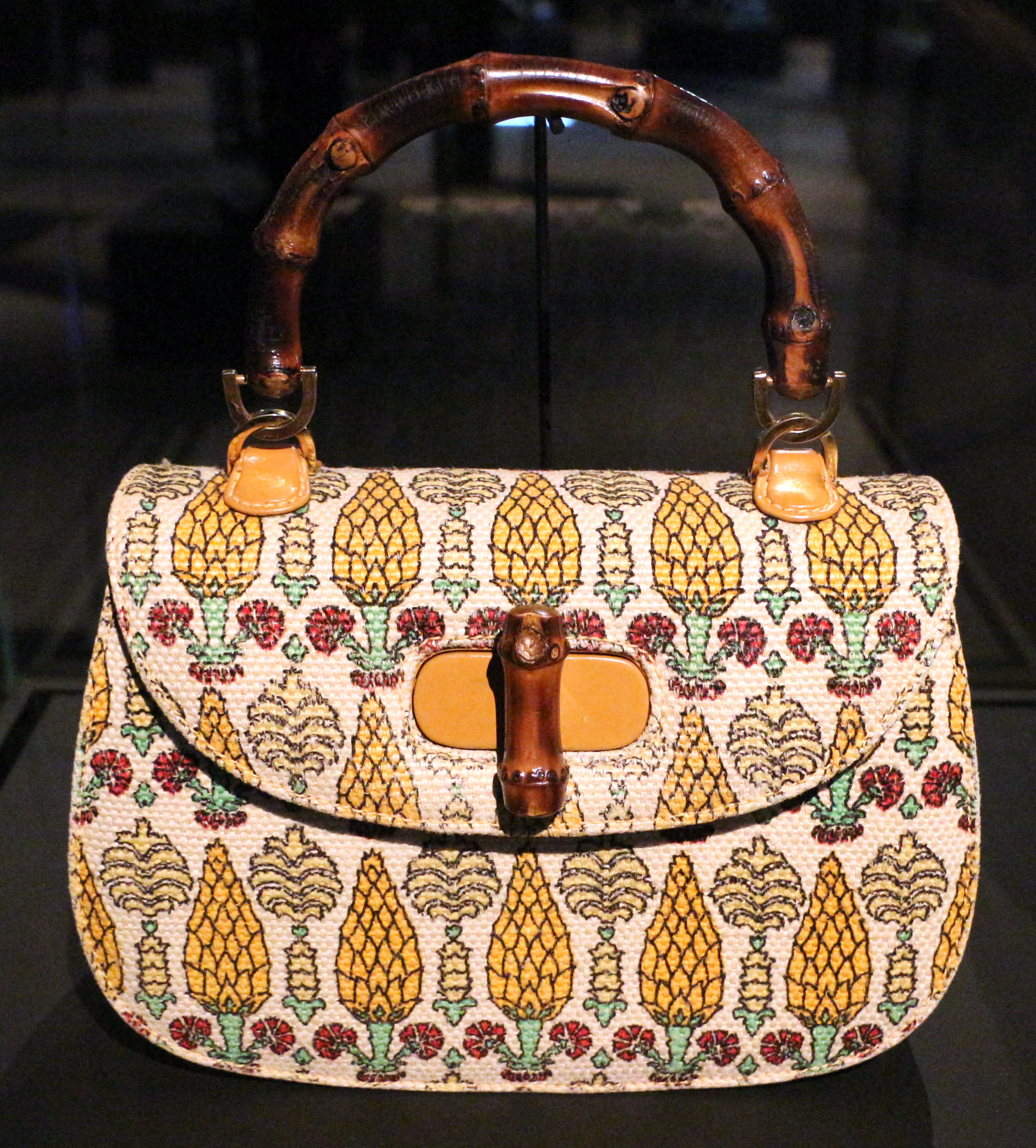
대나무 가방

전쟁 후, 구초 구찌는 회사 지분을 세 아들(알도, 바스코, 로돌포)에게 분배했다. 1947년, 구찌는 뱀부 백을 출시했다. 손잡이에 가벼운 대나무를 사용하여 만든 이 가방은 계속되는 전후 재료 부족에 대한 해답이었다. 이 브랜드는 "가격은 잊혀져도 품질은 오래 기억된다"는 첫 번째 글로벌 슬로건을 발표했다. 상징적인 모카신 (구찌 로퍼)은 1952년에 출시되었다. 구초 구찌는 1953년 1월 2일 밀라노에서 사망했다. 1953년 11월, 구찌는 뉴욕 5번가와 58번가에 첫 미국 매장을 열었다. 두 번째 뉴욕 매장은 1960년 세인트 레지스 호텔에, 세 번째 매장은 1973년 5번가와 54번가에 열렸고, 이로 인해 현지인들은 이 뉴욕 지역을 "구찌 시티"라고 불렀다.
1961년 구찌는 런던과 팜비치에 매장을 열고 재키 백을 출시했다. 1963년 3월, 구찌는 파리 (프랑스)의 방돔 광장 근처에 첫 프랑스 매장을 열었다. 벨트 버클 및 기타 액세서리 장식에 사용되는 더블-G 로고는 1964년에 도입되었다. 플로라 스카프는 1966년 로돌포 구치와 비토리오 아코르네로가 모나코 공주 그레이스 켈리를 위해 디자인했으며, 그레이스 켈리는 구찌 제품의 유명한 소비자가 되었다. 1968년 10월, 구찌는 347 로데오 드라이브에 매장을 열었고, 많은 할리우드 스타들이 이 브랜드를 지지하게 되었다. 로데오 드라이브 매장 개점과 함께 구찌의 첫 드레스가 출시되었다. 구찌의 미국 시장 진출은 아시아(1972년 도쿄, 1974년 홍콩)와 중동 지역으로의 전 세계적인 발전을 이끌었다. 브뤼셀에서는 알도의 아들 로베르토가 첫 구찌 프랜차이즈 매장을 운영했다. 1969년까지 구찌는 미국에서 10개의 매장을 관리했다. 그 해에 미국에서만 84,000개의 구찌 모카신이 팔렸다. 미국 대통령 존 F. 케네디는 알도 구찌를 "미국 최초의 이탈리아 대사"라고 불렀다.
구찌는 1970년에 롤스로이스 여행 가방 세트를 출시했으며 아메리칸 모터스 (AMC)와 협력하여 1971년, 1972년, 1973년 모델 연도 동안 판매된 AMC 호넷의 구찌 버전을 만들었다. 구찌 스포타바웃 왜건은 유명 패션 디자이너가 만든 특별한 고급 트림 패키지를 제공하는 최초의 미국 자동차 중 하나가 되었다. 구찌는 1972년에 구찌 퍼퓸(Il Mio Profumo)과 첫 번째 시계(모델 2000)를 출시했고, 1973년에는 미국에서 첫 번째 프랜차이즈 매장을 열었으며, 1977년에는 비벌리힐스 매장에 구찌 갤러리아를 열었다. 구찌 갤러리아는 매장에 인접한 개인 미술 갤러리로, 황금 열쇠를 받은 프리미엄 고객을 위해 예약되었다. 1978년부터 1984년까지 마이애미 기반의 코치빌더는 캐딜락 세단에 구찌 에디션을 판매했다 (1978년 모델은 구찌 박물관에 전시되어 있다). 구찌 제품 가격은 계속 상승하여, 파우치 핸드백은 1960년대에 79달러에서 1974년에 175달러로 올랐다.
1985년, 구찌 로퍼는 뉴욕 근대미술관의 영구 컬렉션이 되었다.

### 1980년대 구찌 가족 불화
1969년, 알도의 아들 조르지오가 독자적으로 구찌 부티크를 열면서 첫 가족 불화가 촉발되었고, 이는 1972년에 마침내 가족 그룹에 재흡수되었다. 1980년대 동안, 구찌 사가는 회사의 가족 지배적인 최고 경영진을 침식시켰고 언론의 헤드라인을 장식했다. 알도의 아들 파올로는 독자적으로 구찌 플러스를 출시하려고 했다. 알도는 자신이 소유한 구찌 아메리카 아래 대부분의 국제 사업을 개발한 것에 대해 비판을 받았다. 1982년, 가족 내 갈등을 완화하기 위해 구찌 그룹은 통합되었고 상장 회사인 구찌 SpA가 되었다. 1983년 5월, 로돌포가 사망했다. 그의 아들 마우리치오 구치는 아버지의 회사 지분 대부분을 상속받았고, 구찌의 완전한 통제권을 위해 삼촌 알도에 대한 법적 전쟁을 시작했다 (이 소송은 도시 검사 루돌프 줄리아니가 주도했으며, 도메니코 드 솔레가 구찌 가족을 대리했다). 마우리치오 구치가 회사 경영을 맡았다. 1986년, 구찌의 16.7%만을 소유하고 있던 81세의 알도 구찌는 탈세 혐의로 1년형을 선고받았다. (앨버트 니폰도 수감되었던 감옥에서). 구찌 갤러리아의 예술 작품은 청산되었다. 1988년, 마우리치오 구찌는 구찌 지분의 거의 47.8%를 바레인 기반의 투자 펀드 인베스트코프 (1984년부터 티파니의 소유주)에 매각하고, 나머지 50%를 보유했다.
가족 분쟁에도 불구하고 1981년에서 1987년 사이에 구찌 상표 제품의 매출은 4억 달러에 달했으며, 1990년에만 2억 2,700만 달러를 기록했다. 1980년대는 구찌 제품의 대량 생산(연간 70만 개의 핸드백 생산)이 특징이었는데, 이는 수익을 창출했지만 독점적인 럭셔리 브랜드로서 구찌의 위치에 부정적인 영향을 미쳤다. 마우리치오 구찌는 구찌를 다시 정상 궤도에 올려놓기 위해 돈 멜로를 고용했다.
1991년부터 1993년까지 구찌의 재정은 여전히 적자였다. 마우리치오 구찌는 피렌체(비아 델레 칼다이에 팔라초)와 밀라노에 있는 회사 본사에 엄청난 돈을 쓴 것으로 비난받았다. 인베스트코프는 1993년 마우리치오 구찌로부터 구찌 SpA의 나머지 50%를 인수하여 그룹에서 가족의 참여를 끝냈다. 1995년 3월, 마우리치오 구찌는 구찌 밀라노 사무실 로비에서 총에 맞아 사망했다. 그의 전 부인 파트리치아 레지아니는 그를 살해할 청부 살인업자를 고용한 혐의로 16년형을 선고받았다.

### 포르노 시크 부활
돈 멜로는 1989년 11월 구찌의 수석 부사장 겸 수석 디자이너로 고용되었다. 그녀는 브랜드의 독점성을 재건하기 위해 매장 수를 1,000개 이상에서 180개로 줄였다. 또한 구찌에서 판매되는 품목 수를 22,000개에서 7,000개로 줄였다. 그녀는 뱀부 백과 구찌 로퍼를 부활시켰다. 그녀는 구찌의 본사를 밀라노에서 구찌의 역사가 깊이 뿌리내린 피렌체로 다시 옮겼다.
돈 멜로는 여성 기성복 컬렉션을 감독하기 위해 톰 포드를 고용했다. 1994년, 톰 포드는 구찌의 크리에이티브 디렉터로 임명되었다. 포드와 멜로는 브랜드의 1970년대 아카이브를 재검토했다. 포드의 1995년 컬렉션은 도발적인 컷아웃이 있는 관능적인 흰색 드레스를 포함하여 즉각적인 히트작이 되었다. 톰 포드의 창작물인 '핫 바디 헤도니즘'을 통해 부활한 구찌는 은색 수갑, G스트링 및 음모에 G 로고를 면도하는 등 도발적인 광고 캠페인을 한정판으로 출시했다.

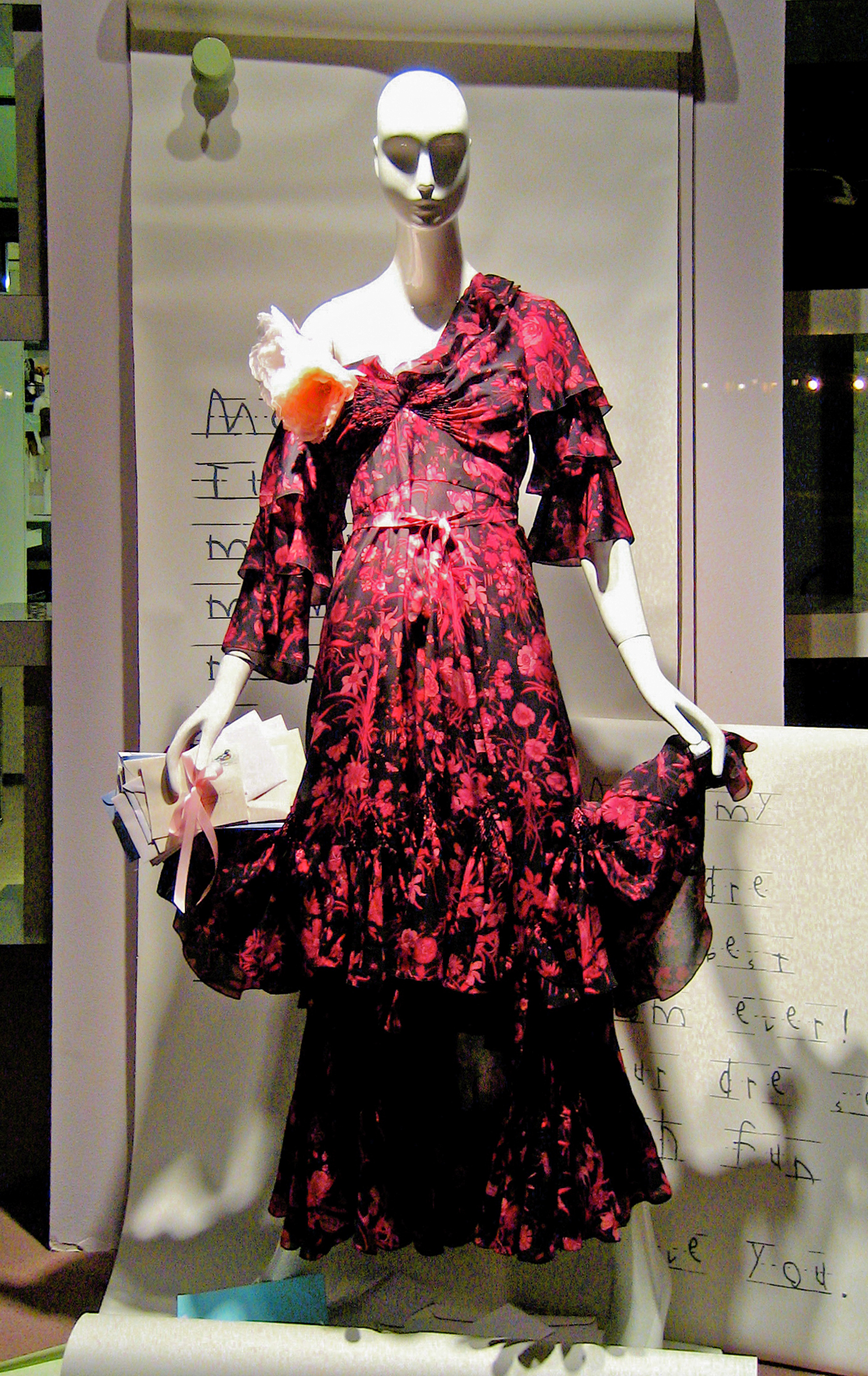
구찌 드레스

1980년대부터 구찌 가족의 법률 고문이자 1994년부터 구찌의 CEO를 맡은 도메니코 드 솔레는 이탈리아 구찌 가죽 제조업체들이 협력 관계를 유지하도록 캠페인을 벌였고, 그들의 관계를 강화하기 위한 파트너 프로그램을 개발했다. 그는 각 제품의 가격을 재검토하고 구찌의 광고 예산을 1993년 600만 달러에서 1997년 7,000만 달러로 점진적으로 늘렸다. 1995년 10월, 회사는 뉴욕 증권 거래소에 초기 주식 가치 22달러로 상장되었다. 이후 1995년부터 1997년까지 인베스트코프는 구찌의 지분을 약 19억 달러에 매각했다.

### LVMH-PPR의 구찌 인수 경쟁
1999년 1월까지 1995년부터 조용히 구찌 그룹 NV의 주식을 매입해 온 프랑스 명품 복합 기업 LVMH는 구찌 그룹 NV의 지분 34%를 확보했다. LVMH의 통제에서 벗어나기 위해 톰 포드와 도메니코 드 솔레는 프랑스 금융가 프랑수아 피노와 그의 그룹 피노 프랭탕 레두트, 나중에 케링으로 이름을 바꾼 그룹에게 비상 탈출을 요청했다. 3월에 피노의 그룹은 75달러에 구찌 지분 40%를 매입했고, 희석 과정에서 LVMH의 지분은 20.7%로 감소했다. 이 계약을 통해 PPR은 이브 생 로랑 (브랜드)을 사노피로부터 매입하여 구찌 그룹에 같은 가격으로 다시 매각했다. 패션계의 이러한 쿠데타는 LVMH와 새로운 구찌-PPR 연합 간의 냉전을 촉발시켰다. 2000년 12월, 구찌가 알렉산더 매퀸의 오트 쿠튀르 하우스 지분 51%를 인수했을 때 긴장이 발생했는데, 당시 매퀸은 LVMH의 지방시 (브랜드)의 크리에이티브 디자이너였기 때문이다. 구찌를 둘러싼 분쟁은 2001년 9월 모든 당사자가 합의에 도달하면서 끝났다. 2003년 말, 톰 포드와 도메니코 드 솔레는 2004년 4월에 만료되는 구찌-PPR과의 계약을 갱신하지 않을 것이라고 공식 발표했다.
포드의 퇴사 후, 구찌 그룹은 회사의 대표 브랜드를 계속 성공시키기 위해 존 레이, 알레산드라 파키네티 및 프리다 지아니니 세 명의 디자이너를 유지했으며, 이들 모두는 포드의 크리에이티브 디렉션 아래에서 일했다. 파키네티는 2004년 여성복 크리에이티브 디렉터로 승진하여 두 시즌 동안 디자인한 후 회사를 떠났다. 레이는 3년 동안 남성복 크리에이티브 디렉터로 재직했다. 2002년부터 구찌 핸드백 디자이너로, 2004년부터 액세서리 부서장으로, 2005년부터 여성 기성복 및 액세서리 크리에이티브 디렉터로 일한 프리다 지아니니는 2006년 구찌의 크리에이티브 디렉터로 임명되었다. 이전에 보테가 베네타의 CEO였던 파트리치오 디 마르코는 2008년 구찌의 CEO로 임명되었다. 톰 포드의 아카이브를 끊임없이 재방문한 것에 대해 찬사와 비판을 동시에 받은 프리다 지아니니는 결국 포드의 폭발적인 '포르노 시크' 소품을 수년에 걸쳐 "섹시함에서 관능적인 것"으로 바꾸고, 19세기의 향수를 불러일으키는 '안드로진 보헤미안' 스타일을 실험하기 시작했다. 그녀는 또한 뉴 뱀부 및 뉴 재키 핸드백과 같은 "네오 클래식"을 개발했다. 파트리치오 디 마르코는 스타일 수를 줄이고 중고가 제품을 늘려 2008년 이후의 위기에 집중했다. 2010년, 구찌는 브랜드 아카이브를 더 넓게 보관하고 진품 인증 서비스를 제공하기 위해 경매 회사 크리스티스와 협력 관계를 맺었다. 2011년, 회사는 90주년을 기념하여 피렌체에 구찌 박물관(Gucci Museo)을 열었다. 2010년과 2015년 사이에 220개의 새로운 구찌 매장이 문을 열어 총 매장 수는 500개에 달했다.

### 브랜드 르네상스

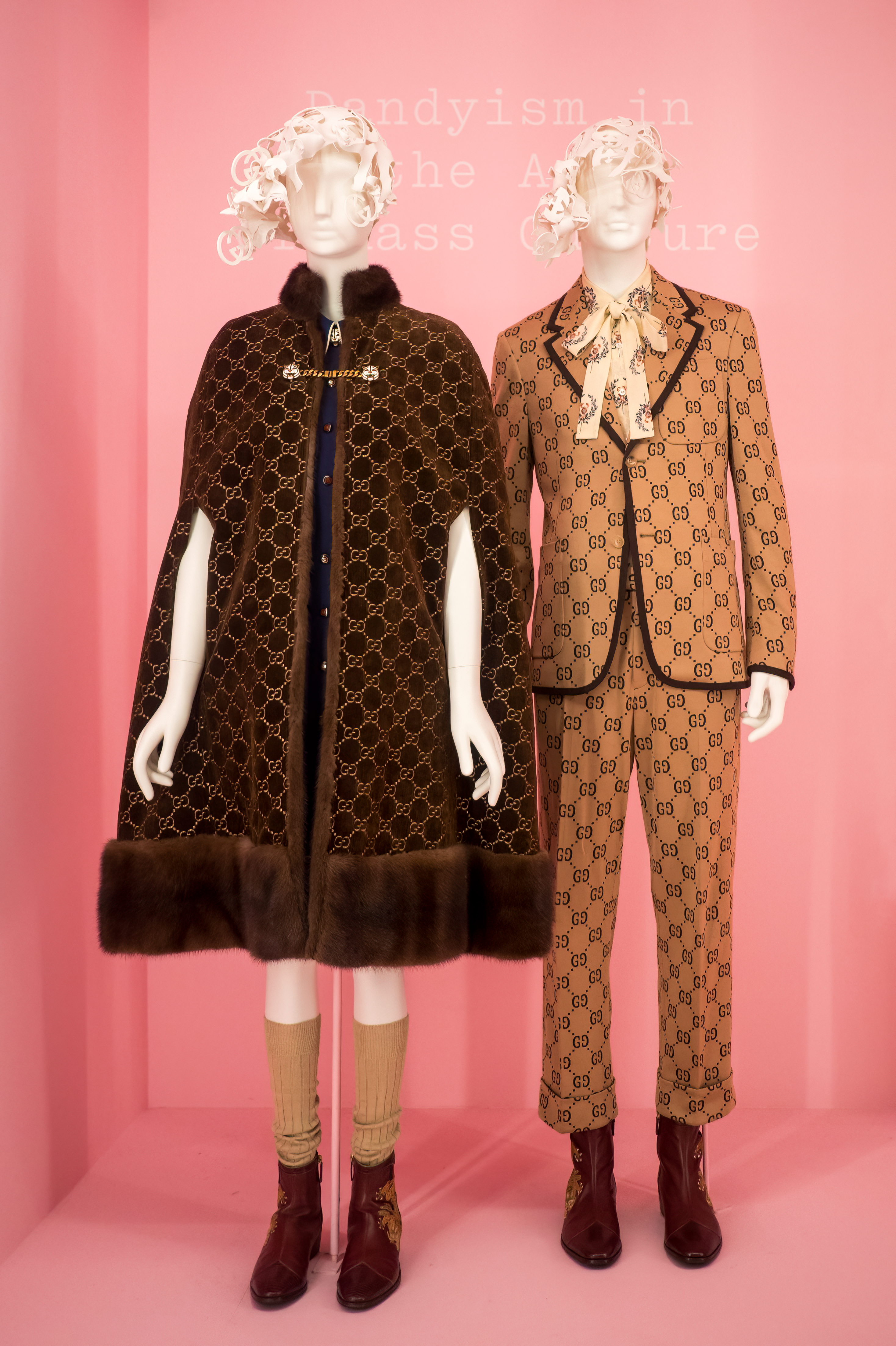
메트로폴리탄 미술관에 전시된 알레산드로 미켈레의 구찌 의상 두 벌, 2019년 뉴욕.

2014년 12월, 보테가 베네타의 전 CEO인 마르코 비자리가 구찌의 CEO로 임명되었다. 그는 브랜드에 새로운 활력을 불어넣어 구찌의 매출 감소를 반전시키는 임무를 맡았다. 2015년 1월, 비자리는 알레산드로 미켈레를 구찌의 크리에이티브 디렉터로 임명했다. 알레산드로 미켈레는 2002년부터 구찌에서 일해왔으며, 프리다 지아니니의 부장이자 수석 액세서리 디자이너로 재직했다. 2015년 2월 가을 쇼에서 알레산드로 미켈레는 "다른 구찌"를 선보였다. "세련되고 지적이며 남녀 공용의 느낌"을 가진 구찌였다.
알레산드로 미켈레는 구찌 르네상스를 시작했다. 그는 더블-G 로고, 재키 O. 백, 등 구찌 클래식 제품들을 부활시켰고, 디오니소스 핸드백과 같은 상징적인 제품들을 만들었다. 여성화된 남성복 라인, 강한 페미니스트적 입장, 그리고 '긱 시크' 스타일을 통해 알레산드로 미켈레는 구찌에 포스트젠더 소품을 도입했다.
2016년 9월, 구찌는 전 카프로니 항공기 공장에 건설된 새로운 밀라노 본사, 구찌 허브를 개장했다. 2017년 7월, 구찌는 구찌 데코어(Gucci Décor) 출시를 발표했는데, 이는 브랜드가 가정 장식 부문에서 처음으로 시도한 것이다. 2018년 4월, 구찌는 이탈리아 피렌체 외곽에 37,000평방미터 규모의 혁신 센터인 아트랩(ArtLab)을 개장했으며, 이곳에서 새로운 가죽 제품과 소재, 신발, 금속 하드웨어, 포장재가 개발 및 테스트된다. 2018년 11월, 구찌는 뉴욕에 구찌 우스터 서점(Gucci Wooster Bookstore)을 열었는데, 이는 대시우드 북스 설립자 데이비드 스트레텔이 큐레이션한 2,000권의 서점이다. 2019년 4월, 회사는 고급 고객 서비스를 위한 전 세계 6개 콜 센터 네트워크인 구찌 9(Gucci 9)를 출시했으며, 500명의 직원이 근무한다. 구찌는 또한 메이크업 컬렉션을 부활시켰고 첫 번째 파인 주얼리 컬렉션을 출시했다. 2020년 12월, 케링과 알리바바 간의 합의에 따라 구찌는 티몰에 두 개의 매장(패션 및 뷰티)을 열었다. 2022년 11월 23일, 알레산드로 미켈레는 구찌의 크리에이티브 디렉터직을 떠났다.
2023년 1월, 사바토 데 사르노가 구찌의 크리에이티브 디렉터로 임명되었다. 비자리와 미켈레의 성공이 구찌의 럭셔리한 빛을 퇴색시킨 후, "구찌의 우위를 재확립하고 브랜드 자산을 복원"하기 위함이었다. 그의 첫 컬렉션은 '구찌 앙코라'(이탈리아어로 '다시 구찌')라고 불렸으며, 새로운 잇 컬러인 구찌 로쏘 앙코라(진한 버건디색의 벨벳)를 선보였다. 뉴욕 타임스의 패션 저널리스트 바네사 프리드먼에게 이 컬렉션은 "큰 선언이 아니라, 미켈레 재임 기간 동안의 지나친 과장 이후의 깨끗한 중간 단계"였으며, 브랜드에 대한 "새로운 실용주의 시대"의 시작을 알렸다. 이 창조적인 재부팅 기간 동안 회사는 구조 조정 및 통합 단계를 시작했으며 2023년 7월, 장-프랑수아 팔루스가 마르코 비자리의 후임으로 구찌의 CEO를 맡아 전환을 주도했다. 케링의 CEO 프랑수아 앙리 피노에 따르면 2023년 매출은 6% 감소했으며, 이는 "힘든 한 해"였다. 2024년 10월, 스테파노 칸티노가 CEO직을 맡았다. 데 사르노는 2025년 2월 구찌를 떠났고 다음 달 뎀나 그바살리아로 교체되었다.

## 설명
구찌의 모회사 구찌 S.p.A.는 이탈리아 피렌체에 본사를 두고 있으며, 프랑스 명품 그룹 케링의 자회사이다. 2024년 구찌는 20,032명의 직원을 두고 529개의 매장을 운영했으며, 76억 5천만 유로의 매출을 올렸다.

## 지배구조
구찌의 역사에서 구찌 가문 시대(1980년대)가 끝나기 전까지 구찌 제품의 디자인, 홍보, 생산은 구찌 가문의 구성원들이 담당했다.

### CEO
- 2024년 이후: 스테파노 칸티노[8]
- 2023–2024: 장-프랑수아 팔루스[76]
- 2014–2023: 마르코 비자리[81]
- 2008–2014: 파트리치오 디 마르코[82]
- 2004–2008: 마크 리[83]
- 1994–2004: 도메니코 드 솔레

### 크리에이티브 디자이너
- 2025년 이후: 뎀나 그바살리아[79]
- 2023–2025: 사바토 데 사르노[84][85]
- 2015–2022: 알레산드로 미켈레[86][87]
- 2006–2015: 프리다 지아니니
- 1995–2004: 톰 포드
- 1989–1995: 돈 멜로

## 재정 결과
| 연도 | 매출 (억 유로) |
| ---- | -------------- |
| 2019 | 9.63           |
| 2020 | 7.4            |
| 2021 | 9.7            |
| 2022 | 10.5           |
| 2023 | 9.9            |
| 2024 | 7.65           |

## 활동

### 문화
2011년, 회사는 90주년을 기념하여 피렌체의 14세기 팔라초 델라 메르칸치아 내부에 구찌 박물관(Gucci Museo)을 열었다. 2016년, 알레산드로 미켈레는 톰 포드의 컬렉션에 헌정된 두 개의 추가 방을 큐레이션했다. 2018년 1월, 리노베이션 후 구찌 박물관은 구찌 가든이라는 새로운 이름과 마시모 보투라가 운영하는 새로운 레스토랑인 구찌 오스테리아(Gucci Osteria)를 내부 벽에 다시 열었다. 구찌 오스테리아는 2019년 11월 미슐랭 스타 1개를 수상했다. 2020년 2월, 두 번째 구찌 오스테리아는 로스앤젤레스의 구찌 로데오 드라이브 매장 옥상에 문을 열었다. 2022년 3월, 구찌는 피렌체에 "작지만 호화로운" 칵테일 바인 구찌 지아르디노 25를 열었다.
2017년 4월, 구찌는 피렌체의 우피치 미술관에 있는 보볼리 정원의 복원 자금을 지원했다. 2019년 6월, 구찌는 로마의 유서 깊은 루페 타르페아와 벨베데레 정원의 복원 자금을 지원했다. 2022년 11월, 구찌는 대한민국의 경복궁 복원 및 보존을 돕기 위해 3년 동안 기부할 것을 약속했다.

### 사회
2008년 구찌는 사회 변화를 촉진하는 영화에 자금을 지원하기 위해 8만 달러 규모의 구찌 트라이베카 다큐멘터리 펀드를 설립했으며, 이 영화들은 트라이베카 영화제에서 발표되었다. 2011년까지 이 펀드는 15만 달러로 증가했으며, 새로 생긴 여성 다큐멘터리 상에 5만 달러가 포함되었다. 2011년, 구찌는 베네치아 국제 영화제와 함께 영화 제작에서 여성의 영향력을 강조하기 위해 '영화 속 여성 구찌 상'을 제정했다.
2005년부터 2015년까지 구찌는 유니세프의 '아프리카 학교' 프로그램에 2천만 달러를 기부했다. '변화를 위한 종소리'(Chime for Change)가 설립되자, 이는 구찌-유니세프 파트너십의 자금 조달 수단이 되었다. '변화를 위한 종소리'는 2013년 2월 프리다 지아니니, 살마 아예크 및 비욘세가 전 세계 여성의 교육, 건강 및 정의 개선을 위한 글로벌 캠페인으로 설립되었다. 2013년 6월, '변화를 위한 종소리'는 '사운드 오브 체인지 라이브' 콘서트를 조직하여 70개국 200개 프로젝트에 자금을 지원하기 위해 400만 달러를 모금했다. 2013년 12월, 구찌는 트위터 및 우먼 후 코드와 파트너십을 맺고 여성 중심의 해커톤인 '변화 해커톤'을 만들었다.
구찌는 "내 몸은 내 선택"이라고 적힌 노란색 티셔츠를 판매하고, 그 수익금을 '변화를 위한 종소리'에 재분배한다. 2013년 7월, 활동가 리디아 에밀리는 스키드 로 (로스앤젤레스)에 인신매매 생존자인 제시카라는 여성의 벽화를 그리는 의뢰를 받았다. 2019년 1월, '변화를 위한 종소리'는 예술가 MP5가 디자인한 성평등을 장려하는 벽화 캠페인 "함께 모이자"를 시작했다. 2020년, 구찌는 다운 증후군 모델을 포함한 "비전형적 아름다움" 광고 캠페인을 시작했다.
코로나19 범유행 기간 동안 구찌는 두 가지 크라우드 펀딩 캠페인에 2백만 유로를 기부했다. 첫 번째는 이탈리아 시민 보호국을 지원하기 위한 것이었고, 두 번째는 코로나19 연대 대응 기금을 위한 것이었다.
2023년, 구찌는 유니세프와 제휴를 강화하여 교육 주제 기금에 30만 유로를 추가 기부했으며, 이는 전 세계 어린이들의 '고품질' 교육권을 보장하기 위한 것이다.

### 환경
2015년 구찌는 자체적인 환경 손익 이니셔티브를 시작했다.
2017년 10월, 구찌는 2018년부터 매장에서 모피를 금지한다고 발표했다.
2018년 6월, 브랜드는 사회 및 환경적 노력과 진행 상황을 소통하기 위한 플랫폼인 '이퀼리브리움(Equilibrium)'을 출시했다.
2020년 6월, 구찌는 첫 번째 완전 지속 가능한 컬렉션 "구찌 오프 더 그리드"를 출시했다. 이 컬렉션에는 유기농 면, 재활용 강철, 재생 폴리아미드와 같은 유기농, 천연 및 지속 가능한 재료로 만들어진 제품이 포함되었다.
2022년 9월, 구찌는 환경 지속 가능성에 대한 헌신으로 기후 행동 상을 수상했다.
2023년, 구찌는 이탈리아 국립 패션 협회(Camera Nazionale della Moda Italiana, CNMI)에서 엘렌 맥아더 재단의 순환 경제 상을 받았다.
2023년 2월, 구찌는 순환 경제와 탄소 효율성에 최적화된 차세대 제조 허브인 순환 허브(Circular Hub)를 출시한다고 발표했다.
2023년 10월, 구찌는 동물성 재료를 사용하지 않는 데메트라(Demetra)로 만든 홀스빗 1955 가방을 선보였으며, 이는 두 달 후 PETA로부터 최고의 비건 가방으로 선정되었다.

## 대중문화에서

### 동명 형용사
"구찌"는 종종 동명 형용사로 사용된다. 예를 들어, "기분이 구찌다!" 또는 "정말 구찌다!"는 호화로운 느낌을 표현하거나 무엇인가가 호화롭다는 것을 나타낼 때 사용된다. 구찌가 이런 의미로 사용된 가장 이른 예는 1999년 9월호 하퍼스 바자에서 레니 크래비츠가 자신의 침실을 "아주 구찌적"이라고 묘사한 것이다.

### 영화
2007년에 구찌 왕조에 대한 영화 계획을 처음 발표한 후, 영화 제작자 리들리 스콧은 2019년 11월에 자신의 영화에 대한 세부 사항을 밝혔다. 하우스 오브 구찌라는 제목의 이 영화에는 레이디 가가가 파트리치아 레지아니 역을, 애덤 드라이버가 마우리치오 구치 역을 맡았다. 《하우스 오브 구찌》의 월드 프리미어는 2021년 11월 9일 런던 오데온 럭스 레스터 스퀘어에서 열렸다. 구찌 가족 상속인들은 스콧의 영화를 "오늘날 브랜드가 구축된 유산에 대한 모욕"이라고 불렀다. 2000년, 마틴 스코세이지 또한 구찌 가족에 대한 영화를 만들 계획을 발표했다.

### 기네스 세계 기록
- 1974년: 모델 2000 구찌 시계는 2년 만에 백만 개 이상 판매되어 기록을 갱신했다.[11]
- 1998년: 구찌 "지니어스 진"은 가장 비싼 청바지로 기록을 세웠다. 이 청바지는 해진 상태로 아프리카에서 영감을 받은 비즈로 장식되어 있었고, 밀라노에서 3,134달러에 판매되었다.[135][136]

## 위조품
1970년대 구찌의 폭발적인 인기는 이 브랜드를 위조 산업의 주요 목표로 만들었다. 구찌 작업장에서는 구찌의 시그니처가 된 얼룩 돼지 가죽 태닝 기술을 개발했으며, 이는 위조하기 어려운 태닝 과정이었다. 1977년에만 구찌는 위조품에 대해 34건의 소송을 제기했다. 1980년대 중반까지 이 브랜드는 "전 세계적으로 수천 건의 압류 및 소송"에 연루되었다.
2013년, 영국의 지적 재산권 사무소는 구찌가 영국에서 "팔찌, 숄더백, 스카프, 코트와 같은 의류를 포함하는 네 가지 범주에서 GG 로고 버전에 대한 권리를 상실했다"는 판결을 내렸다. 그러나 "구찌에 따르면, 이 판결은 이 지역에서 GG 로고 사용에 영향을 미치지 않는다"고 한다. 왜냐하면 "구찌는 상징적인 GG 로고에 대한 공동체 상표(유럽 연합을 포함)를 포함하여 이 상표에 대한 다른 여러 유효한 등록을 소유하고 있으며, 이러한 권리는 영국에서 직접 강제할 수 있다."
2008년 11월, TheBagAddiction.com 웹사이트는 구찌로부터 위조품 판매로 고소당한 후 폐쇄되었다. 2013년, 구찌는 위조업자들이 가짜 구찌 제품을 판매하는 데 사용한 155개 도메인 이름을 단속했다. 2015년, 구찌의 모회사 케링은 웹사이트에 "명백히 위조된 구찌 제품"을 많이 나열한 중국 웹사이트 알리바바를 고소했다. 2016년 4월, 구찌의 위조 방지 법적 조치는 역효과를 낳았는데, 중국인들이 조상 대대로 이어져 온 청명절 전통에서 구찌 제품과 똑같이 생긴 종이 제품을 태웠기 때문이다. 2017년 4월, 구찌는 가짜 구찌 제품을 판매하는 89개 중국 웹사이트와의 소송에서 승소했다. 2018년 10월, 마르코 비자리는 중국 전자상거래 대기업인 알리바바와 징동닷컴에게 그들이 많은 가짜 구찌 제품을 목록에서 제거하지 않는 한 구찌가 그들의 웹사이트에서 가게를 열 수 없다고 경고했다. 2019년 12월, 구찌는 가짜 구찌 제품을 판매하는 36개 웹사이트를 고소했다. 2023년, 구찌 USA는 샘스클럽, 센추리 21, 로드 & 테일러를 상대로 위조 구찌 제품을 판매한 혐의로 소송을 제기했다.

## 논란
2016년 4월, 영국 광고 기준청은 "비정상적으로 마른" 모델이 등장하는 구찌 온라인 비디오 광고를 금지했다.
2019년 2월, 구찌는 블랙페이스 의상과 유사하다는 지적을 받은 후, 말려 올린 칼라와 빨간 입술 모양의 컷아웃이 있는 검은색 발라클라바 (쓰개) 스웨터를 매장에서 철수시켰다. (미켈레는 레이 보어리에게서 영감을 받았지만 사과했다.) 이 문제를 해결하기 위해 구찌는 패션 산업 내 다양성을 증진하기 위한 '구찌 북미 변화 주도 장학금' 프로그램을 시작했으며, 이는 "아프리카계 미국인 커뮤니티와 유색인종 커뮤니티 전반"에 관련된 비영리 단체 및 지역 기반 프로그램을 지원하기 위해 연간 5백만 달러의 기금을 마련했다. 두 달 후, 인도의 시크교 공동체는 이탈리아 브랜드가 터번을 개당 800달러에 상업화하자 종교적 물품의 문화적 전유에 대해 구찌를 비판했다. 구찌는 문화 다양성에 대한 브랜드의 최근 문제들을 해결하기 위해 글로벌 다양성 책임자를 임명했으며 패션 산업에서 전통적으로 소외되었던 미국 학생들을 위한 150만 달러 규모의 장학금 프로그램을 시작했다.
2019년 9월, 정신병 환자들의 패션쇼를 모방한 쇼 도중 캣워크 모델 아예샤 탄 존스는 손에 "정신 건강은 패션이 아니다"라고 쓴 문구를 들고 있었다. 이는 정신 질환 이미지의 부적절한 상업적 사용에 대한 브랜드에 대한 반응이었다. 케링은 구찌의 2011-2017년 세금 불규칙성으로 인해 이탈리아에서 12억 5천만 달러의 세금 합의금을 지불했다.
2023년 11월, 구찌가 2024년 3월까지 로마에서 밀라노로 219명의 디자인 직원 중 153명을 이전하기로 한 10월 결정에 반발하여 50명의 직원이 하루 동안 파업을 벌였다. 이는 102년 역사상 회사에 대한 첫 산업 행동이었다. 노동조합 대표들은 노동자들이 2023년 11월 한 달 내내 시위를 계속할 예정이라고 말했다.
2025년, 구찌는 PETA (동물 윤리적 대우를 위한 사람들)로부터 소송의 대상이 되었는데, PETA는 구찌 제품에 사용된 비단뱀이 몽둥이로 때리거나 물로 부풀리는 등 비인도적인 방법으로 살해되었다는 사실을 발견했기 때문이다.